# Національна бібліотека Китаю
Національна бібліотека Китаю (кит.: 中国 国家 图书馆, англ. National Library of China, NLC) — найбільша бібліотека КНР, яка розташована в столиці Китаю Пекіні.

## Історія

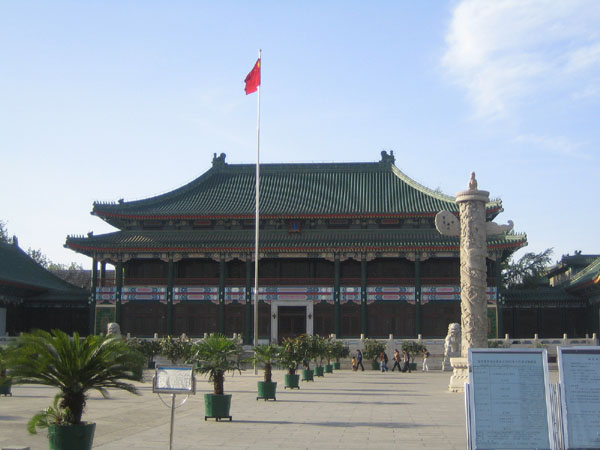
Стара будівля Національної бібліотеки Китаю

Засновано в 1909 як «Бібліотеку столичних учительських палат» (кит.: 京师 图书馆) за погодженням з троном і урядом останньої китайської династії Цин.
Після Сіньхайської революції 1911 «Столичні вчительські палати» перейменовані в Пекінський університет, а бібліотека в серпні 1912 передана Міністерству освіти і відкрита для відвідувачів.
У 1916 на неї покладені функції головної бібліотеки країни.
У 1928 одержала статус Національної.
У грудні 1998 Державна рада затвердила зміну назви бібліотеки на «Національна бібліотека Китаю» (Чжунго гоцзя тушугуань).
Відповідно до закону про друк від 1930 стала реєструвати китайську друковану продукцію, а ще через рік для неї побудовано особливе приміщення. До моменту проголошення Китайської Народної Республіки у фондах бібліотеки налічувалося не менш як півтора мільйона документів.
З 1987 займає 13 нових споруд загальною площею 140 000 м². Крім основного книгосховища та службових приміщень, є 33 читальні зали, розраховані на 3000 місць. Також є зали мікрофільмів, аудіо, відео матеріалів. Щодня бібліотеку відвідують понад 7 000 осіб. Інформаційно-пошуковий процес повністю автоматизовано.

## Фонди
Бібліотека нараховує понад 27 млн одиниць зберігання. Серед особливо цінних експонатів — 35-тисячна колекція панцирів черепах та кісток різних тварин, на які були нанесені тексти, а також естампи, отримані з відбитків на унікальних колодах, на бронзі та на камені XVI ст. до н. е., а також багато інших національних раритетів, серед яких понад 280 тисяч рідкісних книг епохи Тан, перші ксилографічні видання та тексти на шовку, шедеври давньої каліграфії та величезна енциклопедія «Юнлє Дадянь», яка складається з 23 тисяч томів, стародавні карти й атласи. Щорічно фонди бібліотеки зростають на 500—600 тисяч примірників.

## Сучасний стан

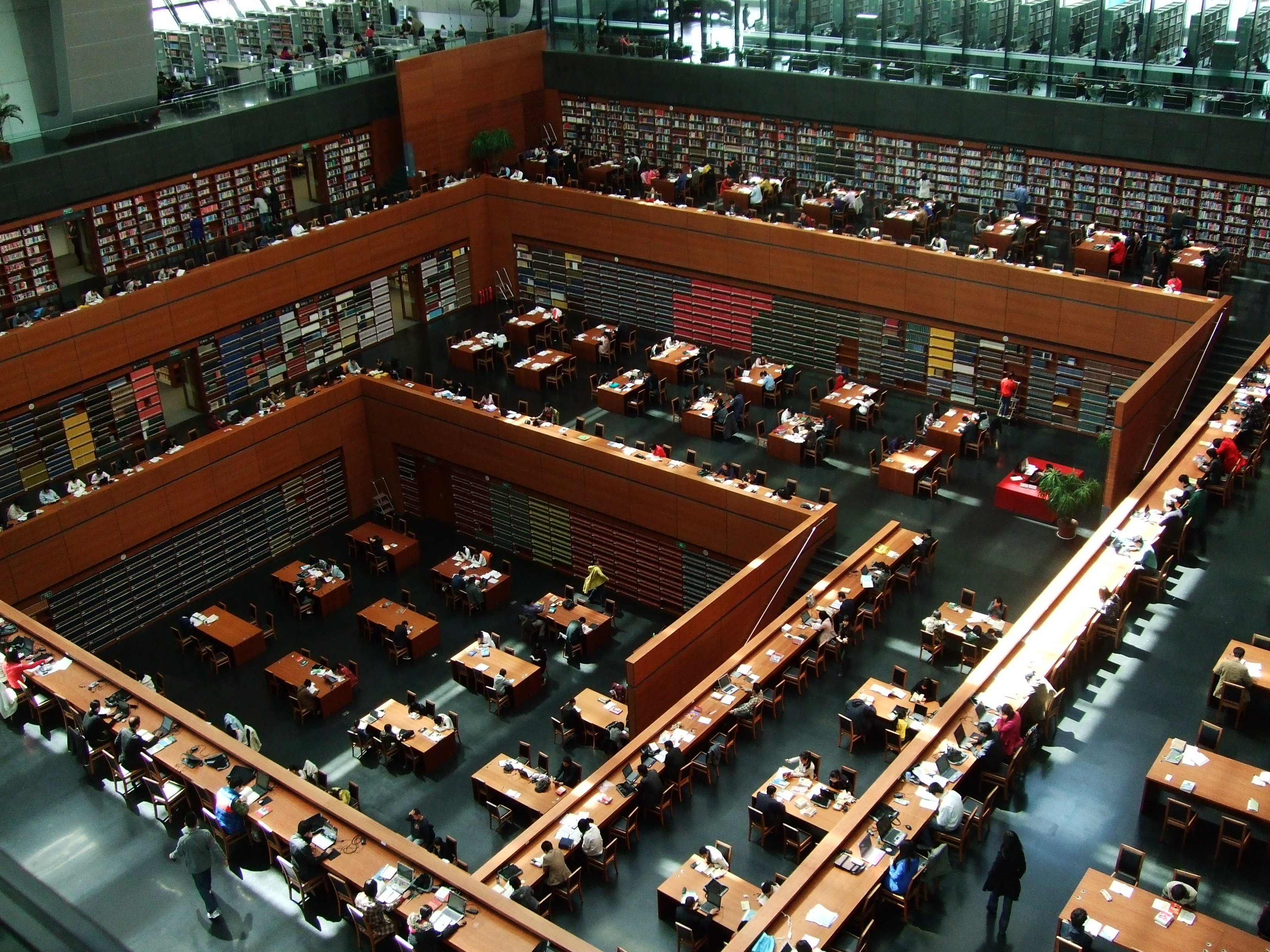
Читальний зал

Національна бібліотека Китаю є універсальною науковою бібліотекою, національним сховищем публікацій, національним бібліографічним центром, Національним центром мережі бібліотечно-інформаційних і науково-технічних бібліотек і Центром розвитку.
Загальна площа бібліотеки займає 170 000 квадратних метрів, займаючи п'яте місце серед світових бібліотек. До кінця 2003 року бібліотека мала багату колекцію 24,110,000 томів і займала п'яте місце серед бібліотек світу. У колекції налічувалося 270 000 томів рідкісних книг, 1 600 000 томів стародавніх книг.
На 2010 рік бібліотека розміщується у трьох будівлях. Головна будівля споруджена в 1987 році. Стара будівля споруджена в 1931 році і до 1987 року була головною будівлею, зараз у ньому розміщується відділ давніх книг бібліотеки (англ. NLC Ancient Book Library). 9 вересня 2008 року відкрито новий корпус на північ від Головної будівлі, що будувався з 2003 року  (автори проекту — Міхаель Циммерман, Юрген Енгель ). При загальній площі більше 80,5 тисячі квадратних метрів у новому корпусі можуть обслуговуватися одночасно близько 8 тисяч читачів. Тепер разом з новим корпусом загальна площа бібліотеки склала 250 тисяч квадратних метрів. Її випереджають тільки Національні бібліотеки Франції та США. Головна будівля також називається " Південна частина Національної бібліотеки Китаю " (англ. NLC South Area), а новий корпус — " Північна частина Національної бібліотеки Китаю " (англ. NLC North Area). 
Бібліотека не тільки має найбільшу колекцію китайських книг у світі, але і найбільшу колекцію матеріалів іноземними мовами в країні. Бібліотека відкрита для відвідування 365 днів на рік.